# 鉱石山
鉱石山（こうせきやま）は群馬県川場村に存在する山である。標高は1205m。

## 概要
鉱石山は、群馬百名山の一つになっている。1981年（昭和56年）11月に世田谷区と川場村との間で区民健康村相互協力協定締結を締結。川場村大字谷地には世田谷区民健康村があり、世田谷区が登山道を整備している。

## 名称の由来
鉱石山という名前の由来は、かつて柘榴石を採掘していたことである。今でも、トロッコのレールの一部が残されている。

## 登山道
前記した通り登山道は、世田谷区が整備している。小学生が、自然学習で登山するためトイレが非常に多く設置されている。